# 亨利港 (紐約州)
亨利港（英語：Port Henry）是位於美國紐約州艾塞克斯縣的普查規定居民點。

## 人口
根據2020年美國人口普查的數據，亨利港的面積為4.48平方千米，當中陸地面積為3.60平方千米，而水域面積為0.88平方千米。當地共有人口1150人，而人口密度為每平方千米256.7人。